# Fominskaja (rejon totiemski)
Fominskaja (ros. Фоминская) – wieś w Rosji, w rejonie totiemskim obwodu wołogodzkiego. W 2010 r. liczyła 16 mieszkańców.